# Billsta, Västerås
Billsta är en  stadsdel i det administrativa bostadsområdet Rönnby i Västerås. Området är ett bostadsområde som ligger norr om Norrleden och väster om Skultunavägen.
I Billsta finns villor och ett koloniområde. Härifrån kan man vandra norrut längs med Svartån, en bra bit, en slinga som slutar vid Rönnbyvägens norra ände. Man kan se bäverns framfart på träd vid Svartån. Det är cykelväg från Billsta söderut hela vägen längs med Svartån till Mälaren.
Området avgränsas av Svartån, Skultunavägen och Norrleden.
Området gränsar i öster till Rönnby och Åshagen och i söder mot Hovdestalund.